# Кульбаков, Алексей Николаевич
Алексей Николаевич Кульбаков (род. 27 декабря 1979, Гомель) — белорусский футбольный арбитр категории ФИФА и элитной группы УЕФА. Он является единственным белорусским рефери, который регулярно работает на групповых этапах клубных соревнованиях УЕФА.

## Карьера
Кульбаков начал свою судейскую карьеру очень рано — в возрасте 16 лет. Он довольно быстро прошёл все белорусские дивизионы и отсудил свой первый матч в высшей лиге Белоруссии в 2003 году, когда ему было всего 23 года. Тогда довольно часто выходило, что Кульбаков был самым младшим на поле. Уже через два года, в 2005 году, в возрасте 25 лет Алексей получил лицензию ФИФА (минимальный возраст для судей ФИФА).
Его дебют в матче первых (национальных) сборных состоялся 12 сентября 2007 года, когда Кипр выиграл со счётом 3:0 у Сан-Марино в отборочном раунде Евро-2008. В 2008 году стал одним из 19 участников 8-й программы УЕФА «Таланты и наставники» для перспективных европейских арбитров в одной группе с Джюнейтом Чакыром, Николой Риццоли, Феликсом Брыхом и Мартином Аткинсоном. В течение последующих двух лет (2008 и 2009 годы) в рамках этой программы Алексей обслуживал матчи под эгидой УЕФА под руководством одного судейского наблюдателя, Андреаса Шлюхтера из Швейцарии. Как следствие, начиная с сезона 2009/10 Кульбаков выходит на новый уровень: регулярно обслуживает матчи группового этапа еврокубков. Собственно, свой первый матч на групповом этапе Лиги Европы УЕФА он отработал 17 сентября 2009 года, когда «ЧФР Клуж» дома выиграл со счётом 2:0 у «Копенгагена». А дебютный матч групповой стадии Лиги Чемпионов Кульбаков обслужил 9 декабря 2014 года, когда в заключительном, шестом туре, лиссабонская «Бенфика» и леверкузенский «Байер» разошлись без голов. Таким образом, за предшествующие 18 лет со времён Вадима Жука Кульбаков стал первым белорусским арбитром, назначенным на матч групповой стадии этого турнира.
Кульбаков пропустил первую половину национального чемпионата 2013 года в связи с травмой. В июне 2013 года Кульбаков вместе с другими пятью судьями был назначен на судейство финальной стадии юношеского чемпионата Европы 2013 в Литве, где в том числе обслуживал финальный матч между сборными Франции и Сербии в Мариямполе.
На уровне первых сборных с 2008 года Алексей работает на матчах европейских отборочных турниров на все чемпионаты мира и Европы, тем не менее, не получая вызовов на финальные части этих турниров.
С началом российского вторжения в Украину перестал получать матчи Лиги Чемпионов, но, наравне с другими соотечественниками, в отличие от абсолютно всех отстранённых от работы в матчах под эгидой УЕФА российских арбитров, продолжает обслуживать игры Лиги Европы и Лиги Конференций, а на уровне сборных с 24 февраля 2022 года по состоянию на июнь 2023 года отработал только один матч в Лиге Наций.
17 августа 2024 года завершил судейскую карьеру. В последнем матча Кульбакова жодинское «Торпедо»-БЕЛАЗ уступило гродненскому «Неману» со счетом 1:4. В мае 2025 года в Ницце (Франция) успешно прошел экзамен на включение в число международных инспекторов. Новый статус дал право инспектировать матчи, проводимые под эгидой УЕФА и ФИФА, на всех уровнях. До Кульбакова международными инспекторами были лишь два белоруса: Юрий Дупанов и Олег Чикун.